# Централна Хърватия
Централна Хърватия (на хърватски: Središnja Hrvatska) е една от четирите главни историко-географски области на Хърватия, наред със Славония, Далмация и Истрия.
Заема средните и северозападни части на страната със столицата Загреб, като граничи със Словения и Унгария на север, със Славония и Босна и Херцеговина на изток, с Далмация на юг и с Адриатическо море и Истрия на запад.